# Бековское сельское поселение
Беко́вское се́льское поселе́ние — упразднённое муниципальное образование в составе Беловского района Кемеровской области. Административный центр — село Беково.
С 1 июня 2021 года упразднено в связи с преобразованием муниципального района в муниципальный округ.

## История
Бековское сельское поселение имеет исторические корни, уходящие в начало XX века. Именно в середине 20-х годов прошлого столетия появились Челухоевский и Шандинский сельские советы, ставшие затем основой для формирования нового объединённого сельсовета под названием Бековский. Этот исторический момент пришёлся на декабрь 1931 года, когда было принято решение о переносе административного центра в село Беково. В состав сельсовета входило 461 хозяйство с 2147 домохозяевами, что свидетельствовало о значительной плотности сельского населения.
В дальнейшем история Бековского сельсовета была насыщена административными преобразованиями. Так, решением Кемеровского облисполкома № 793 от 13 августа 1953 года Бековский и Зареченский сельсоветы были объединены в Зареченский. Решением облисполкома № 480 от 4 ноября 1974 года был вновь образован Бековский сельсовет. На председательский пост была избрана Надежда Николаевна Чефранова, которую в последствии сменил Владимир Ильич Челухоев, проработавший на этой должности более 20 лет.
Долгое сотрудничество с правлением колхоза «Сибирь» под руководством Н. С. Чернецова и В. А. Курского дало значительные результаты в развитии территории. В ходе совместных усилий были введены в эксплуатацию новые объекты, способствующие как производственной, так и культурной жизни сельского поселения. Помимо строительства учреждений, таких как школа, детский сад и дом культуры, были созданы условия для повседневных нужд жителей, включая торговый центр и многоквартирные дома.
Среди значимых изменений, произошедших благодаря сотрудничеству колхоза и его руководства, следует отметить благоустройство территории. Новый облик село обрело за счёт разбития сквера, асфальтирования улиц и создания мемориального комплекса, посвящённого памяти павших земляков в годы Великой Отечественной войны 1941—1945 годов. Эти изменения не только преобразили внешний вид местности, но и увековечили подвиги и жертвы жителей военной поры.
На основании решения администрации Беловского района № 219 от 20 декабря 1991 года был упразднён исполком сельсовета, образована администрация Бековского сельсовета. В 1992 году решением областного Совета народных депутатов Бековский сельсовет отнесён к категории национальных советов, главой которого с 1998 года являлся Анатолий Дмитриевич Ускоев. 
Центр администрации сельсовета — село Беково — находилось в 9 километрах от райцентра. В состав сельсовета входили деревня Верховская, посёлок Октябрьский, села Челухоево и Беково, в которых проживало 1841 человек. 17 декабря 2004 года в соответствии с Законом Кемеровской области № 104-ОЗ было образовано Бековское сельское поселение.

## Культура
Бековский сельсовет имел богатое культурное наследие, где на протяжении многих лет соседствовали и взаимодействовали разные этнические группы. Телеуты, русские и украинцы, создавая многообразие, органично сливались в единую культурную ткань. Бековцы, жившие на этой земле, не только сохраняли свои традиции, но и демонстрировали активное участие в общественной и культурной жизни. Фольклорному ансамблю «Солоны» в 1983 году было присвоено почётное звание «народный» (руководитель Н. Н. Чебелькова). Детская группа «Эрке», эстрадный ансамбль «Третье июля» (руководители Мария Фёдоровна Кочубеева и Алексей Корбин) были известны далеко за пределами района. 
В конце 1970-х годов в селе Беково был открыт музей боевой и трудовой славы. Посетив музей, можно было узнать о трудовых подвигах и истории местных героев, среди которых кавалеры ордена Трудового Красного Знамени Владимир Андреевич Курскин, Василий Михайлович Сучков (шофёр), Мария Фёдоровна Якучакова (доярка). Алексей Семёнович Четонов за героизм, проявленный в годы Великой Отечественной войны, был удостоен звания Героя Советского Союза.
В 1998 году на основе музея боевой и трудовой славы возник историко-этнографический музей «Чолкой», который был призван сохранить и передать будущим поколениям богатое культурное наследие телеутского народа. Руководителем музея с момента основания являлся талантливый краевед В. И. Челухоев, который вложил много сил и стараний в его развитие и популяризацию.

## Спорт
Стоит отметить, что территория сельсовета также известна своими спортсменами. Под руководством Ивана Николаевича Тодышева формировались новые поколения спортивных талантов, которые достойно представляли свой регион на различных соревнованиях. В секциях по вольной борьбе (Сафрон Николаевич Якучаков, мастер спорта), гиревому спорту (Виталий Фёдорович Чебельков), мини-футболу (Сергей Фёдорович Якушев) и другим видам спорта занимались более 200 детей и подростков. Это помогало им не только укреплять своё здоровье, но и осваивать навыки соревновательного духа и командной работы. Несмотря на суровые условия сельской местности, эти молодые спортсмены достигли впечатляющих результатов. На начало 2000-х годов среди них было 4 мастера спорта и 8 кандидатов в мастера спорта РФ.

## Население
| \| 2010[4] \| 2011[5] \| 2012[6] \| 2013[7] \| 2014[8] \| 2015[9] \| 2016[10] \| \| -------- \| -------- \| -------- \| -------- \| ------- \| ------- \| -------- \| \| 1591 \| ↘1590 \| ↘1475 \| ↘1397 \| ↘1313 \| ↘1177 \| ↘1123 \| \| 2017[11] \| 2018[12] \| 2019[13] \| 2020[14] \| 2021[1] \| \| \| \| ↗1151 \| ↘1133 \| ↗1135 \| ↘1090 \| ↗1540 \| \| \| | 500 1000 1500 2000 2011 2016 2021 |       |       |       |       |       |
| 2010 | 2011                              | 2012  | 2013  | 2014  | 2015  | 2016  |
| 1591 | ↘1590                             | ↘1475 | ↘1397 | ↘1313 | ↘1177 | ↘1123 |
| 2017 | 2018                              | 2019  | 2020  | 2021  |       |       |
| ↗1151 | ↘1133                             | ↗1135 | ↘1090 | ↗1540 |       |       |

### Национальный состав
В 2004 году — русские, телеуты (62 %).

## Состав сельского поселения
| № | Населённый пункт | Тип населённого пункта       | Население |
| - | ---------------- | ---------------------------- | --------- |
| 1 | Беково           | село, административный центр | 704       |
| 2 | Верховская       | деревня                      | 198       |
| 3 | Октябрьский      | посёлок                      | 74        |
| 4 | Челухоево        | село                         | 615       |

## Экономика
- ООО племенная птицефабрика «Снежинская»
- Колхоз «Сибирь»
- Колхоз «Бачатский»
- Фермерские хозяйства и ООО